# Río White (Washington)

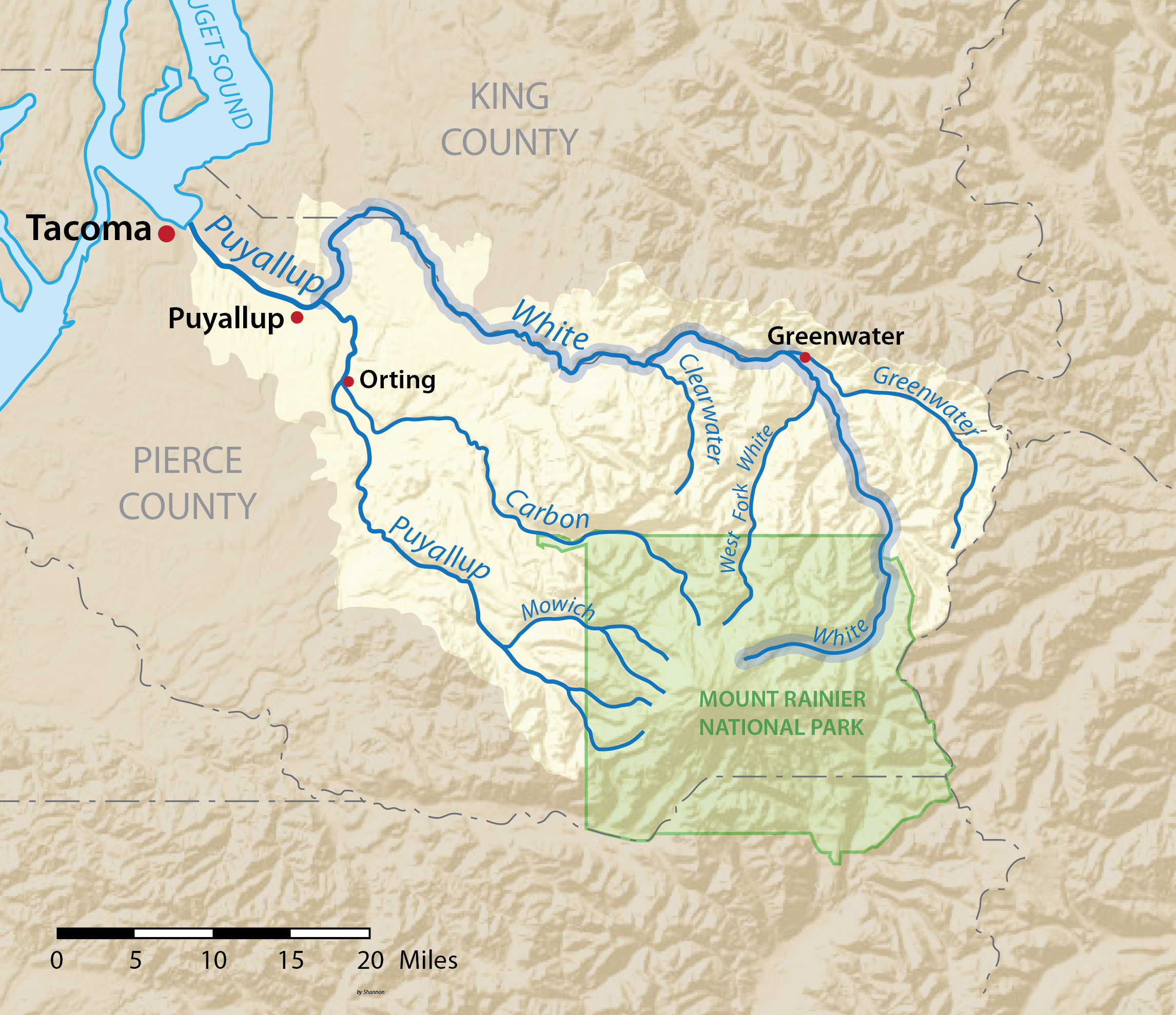
El río White (acentuado) en la cuenca del río Puyallup.

El río White es un río de aguas bravas de origen glacial ubicado en los condados de Pierce y de King en el estado de Washington. Fluye más de 121 km desde su lugar de origen, el glaciar Emmons en el monte Rainier hasta el río Puyallup en Sumner. El río forma una parte de la frontera entre los condados de King y de Pierce.
Un segundo río White tiene su origen en Glacier Peak Wilderness y fluye hacia el sureste hasta el lago Wenatchee.

## Curso

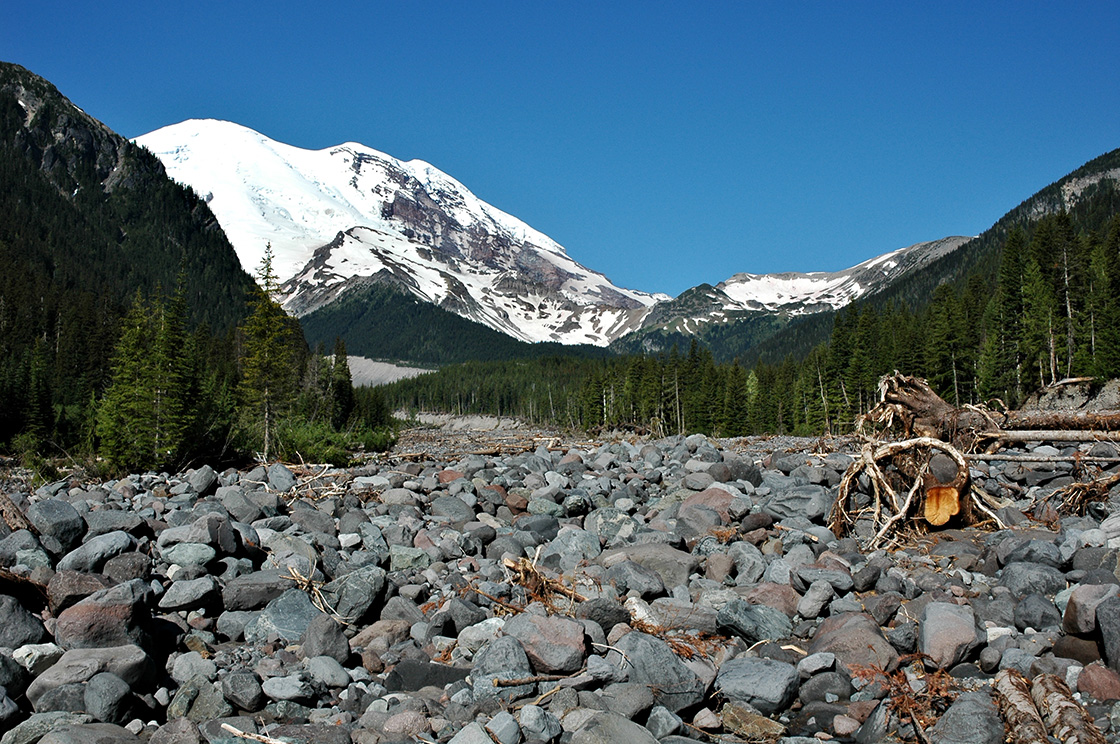
El lecho de grava seca en la llanura aluvial del río White cerca de un campamento en el parque nacional del Monte Rainier.

El origen del río White es el glaciar Emmons ubicado en el lado noreste del monte Rainier. El río nace en cuevas de hielo al pie de ese glaciar. Sus cabeceras se encuentran dentro del parque nacional del Monte Rainier. Poco después de emerger del glaciar Emmons, el río White fluye generalmente hacia el este hasta el White River Campground, luego hasta la estación de guardabosques del río White y luego gira hacia el norte. El río está acompañado durante gran parte de su tramo superior por la ruta 410 del estado de Washington, que en el parque nacional se llama Mather Memorial Parkway. Después de varios kilómetros, el río sale del parque nacional del Monte Rainier y entra en el bosque nacional del monte Baker-Snoqualmie.
El río gira gradualmente hacia el oeste y pasa por varios campamentos del Bosque Nacional. El arroyo Huckleberry desemboca en él justo debajo del Dalles Campground. Varias millas río abajo, desemboca uno de sus principales afluentes, el río West Fork White, que también nace de un glaciar en el parque nacional del Monte Rainier, es decir en el glaciar Winthrop. Unas pocas millas río abajo desde la desembocadura del West Fork, otro importante afluente se une al río White, el río Greenwater. El pequeño asentamiento Greenwater se encuentra en este estuario.
Debajo de Greenwater, el río White fluye generalmente hacia el oeste. Pasa por el parque estatal Federation Forest y luego se le une otro afluente, el río Clearwater. Varios kilómetros río abajo desde allí, el río White está represado por la presa Mud Mountain, que forma un lago pantanoso con niveles de agua muy variables, el lago Mud Mountain. La presa fue construida para controlar las inundaciones. El lago Mud Mountain solo se llena durante inundaciones extremas.

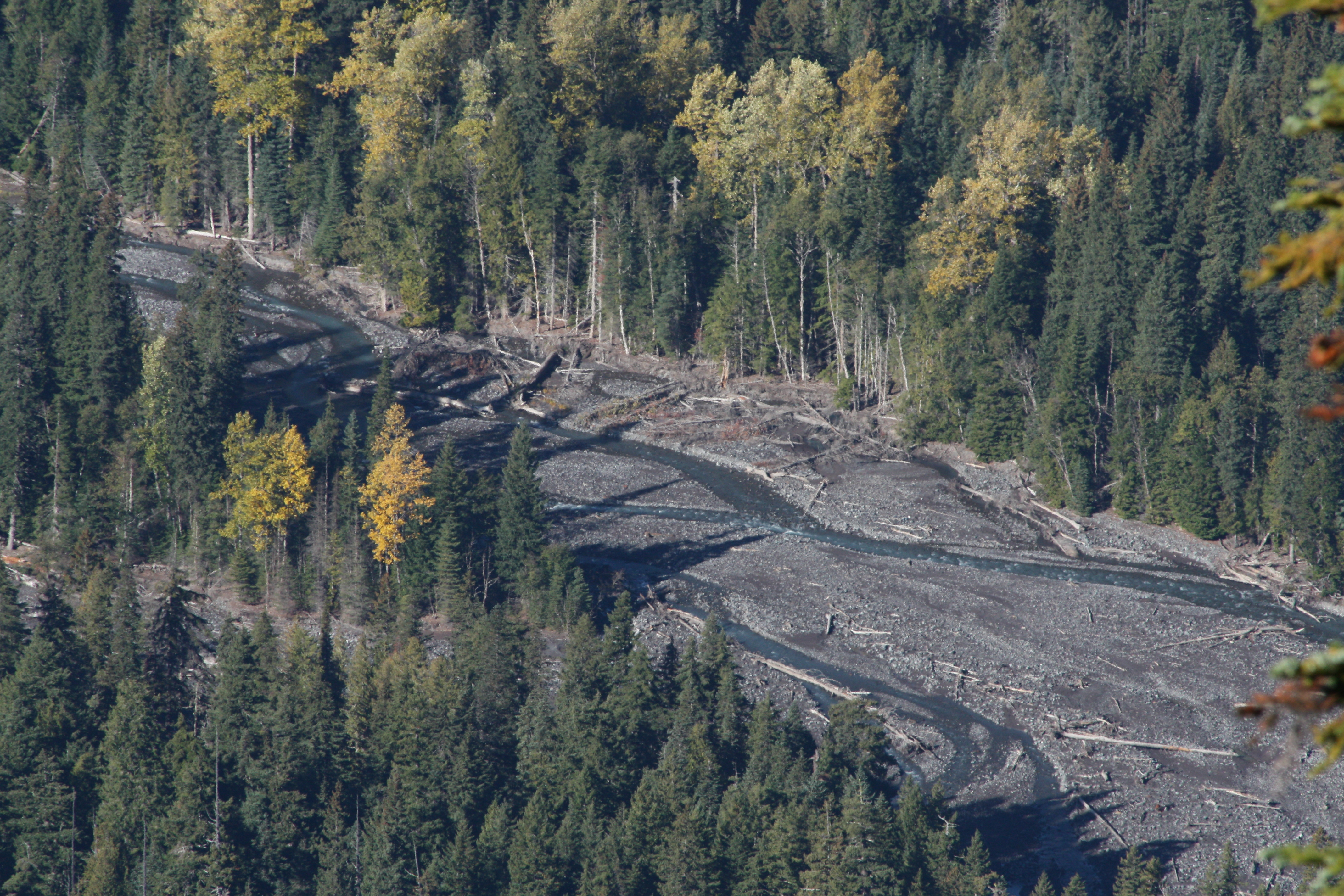
El río White aparece como un río trenzado y serpentea con depósitos de madera muerta sobre extensos bancos de grava. Los álamos balsámicos occidentales con su follaje otoñal amarillo crecen a lo largo de los bosques de abetos púrpura.

Debajo de la presa Mud Mountain, el río White llega al área metropolitana de Tacoma. Fluye entre las localidades de Buckley y Enumclaw. Luego forma un amplio arco hacia el noroeste, después hacia el suroeste y finalmente alrededor del lago Tapps. Al norte del lago, el río White atraviesa la reserva india Muckleshoot. Abajo de ello, al oeste del lago Tapps, el río White llega a una amplia llanura de inundación y pasa por la ciudad Pacific antes de desembocar en el río Puyallup en Sumner.
El lago Tapps es un embalse hidroeléctrico construido en 1911. Una presa derivadora desvía parte del agua del río White hacia el lago Tapps a través de una chorrera, un canal y una tubería. Un canal de drenaje en el lado oeste del lago transporta el agua a través de las turbinas de Dieringer Powerhouse. Posteriormente, el agua es devuelta otra vez a la parte baja del río White (o río Stuck, como se le conoce en esta zona) a través del Dieringer Tailrace.

## Regulaciones fluviales

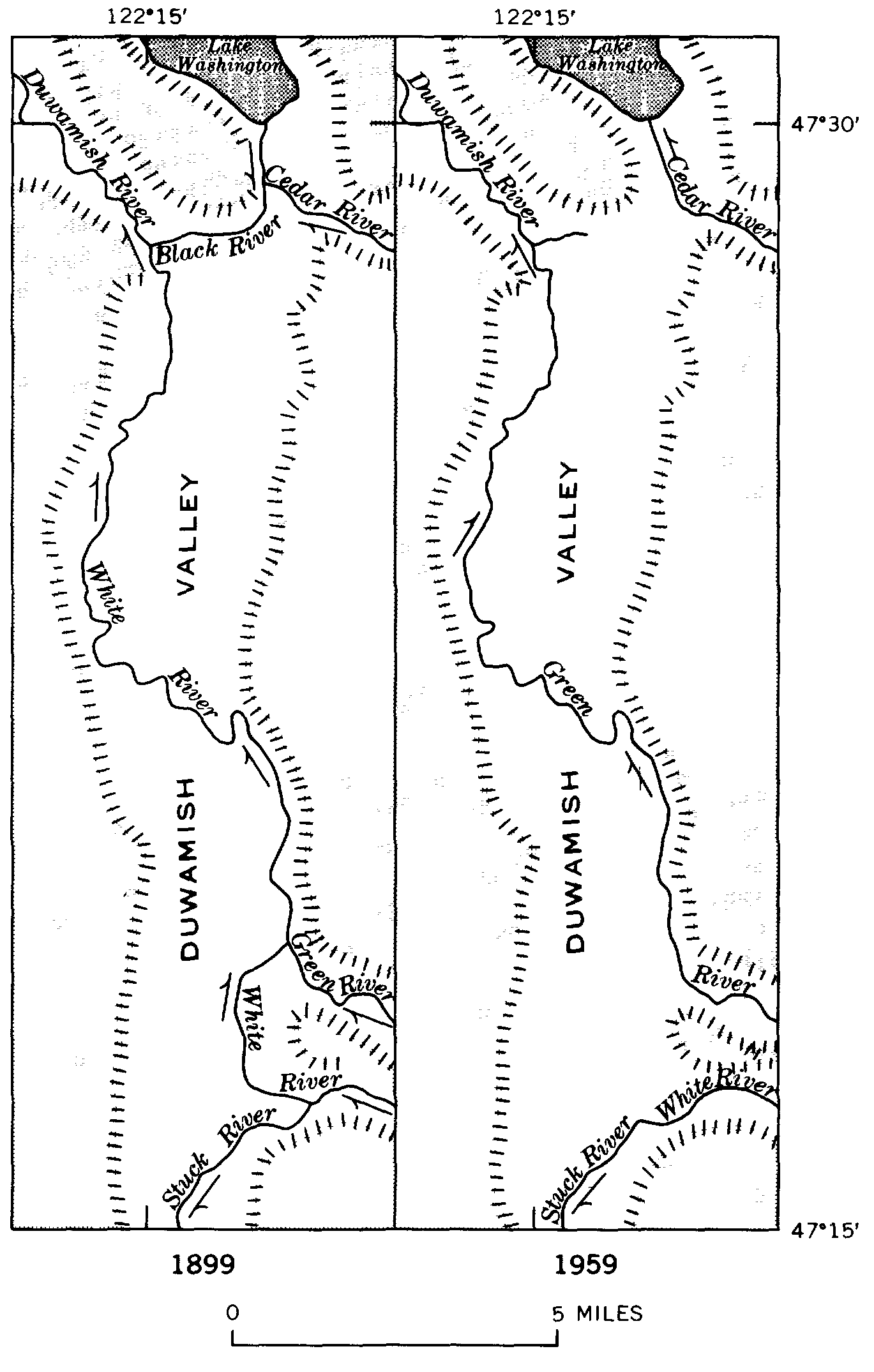
Estos mapas muestran cambios en el curso y la denominación de los ríos en el valle Duwamish (1899-1959).

Antes de 1906, el río White desembocaba en el río Green cerca de Auburn y el río (bajo el nombre de "Río White") se unía al río Negro en Tukwila para formar así el río Duwamish, que desembocaba en el estrecho de Puget, cerca de Seattle. En 1906, una fuerte inundación, junto con una enorme presa hecha de madera y escombros, desvió el río White hacia el sur hacia el río Stuck y luego hacia el río Puyallup, que desemboca en el estrecho de Puget, cerca de Tacoma. La barrera de madera y escombros fue reemplazada por un muro permanente, por lo que hoy el río White sigue siendo un afluente del río Puyallup. 
A finales del siglo XIX, los agricultores a lo largo del río White eran víctimas de inundaciones casi anuales. En ocasiones los agricultores quisieron por ello desviar el río hacia diferentes canales usando para ello dinamita. En 1899, una explosión de este tipo falló y causó que gran parte del río White drenara sobre el río Stuck y luego hacia el río Puyallup. La voladura de canales continuó hasta la inundación de 1906, que puso fin al desvío del río White a través del río Stuck. Debido al riesgo de inundaciones, este desvío no era deseable para el condado de Pierce, que pidió al condado de King que desviara el río White otra vez de regreso al río Stuck. El litigio duró hasta 1913, cuando los condados llegaron a un acuerdo. El condado de Pierce mantendría el río White, pero el condado de King asumiría el 60 % de los costes de protección contra inundaciones. Se construyeron presas, diques y barreras a lo largo del río White con la esperanza de evitar otra inundación del siglo. Sin embargo, en 1933, una inundación sumergió la región. Eso causó a que los dos condados se diesen cuenta de que no podrían ser capaces de dominar el río y recurrieron por ello al gobierno federal. El resultado fue la construcción de la presa Mud Mountain.
La presa Mud Mountain, construida con el propósito de la proteger ante inundaciones por el Cuerpo de Ingenieros del Ejército de los Estados Unidos, se completó en 1948. La presa bloquea la migración de peces anádromos, por lo que se utiliza un sistema de "trampa y transporte", donde los peces son capturados y transportados en camión alrededor de la presa. Después de la construcción de la presa Mud Mountain los agricultores de la parte baja del río White se pudieron liberar del miedo casi constante que tenían respecto a las inundaciones.
En 1911, se construyó una presa de separación cerca de Buckley que, junto con un sistema de alcantarillas alrededor del originalmente pequeño lago Tapps, crearon una reserva de agua más grande que ese lago. Con el paso de los años, se desarrolló desde entonces una pequeña comunidad en ese lago. El agua del embalse es llevado a unos 32 km por debajo de la presa de separación hacia el río Blanco. La propiedad y el funcionamiento de ella se transfirieron a Puget Sound Energy (PSE), una empresa de suministro de energía regional. Recientemente, el PSE vendió el lago a Cascade Water Alliance (CWA).[¿cuándo?] Actualmente, la CWA está estudiando las condiciones ambientales para determinar así la idoneidad del lago como fuente de agua potable.[¿cuándo?] El lago también ha sido el foco de estudios de calidad del agua en un proceso de planificación del condado de Pierce llamado Plan de la Cuenca del Río White, que actualmente se encuentra en su redacción final.[cita requerida]

## Naturaleza
El río White y sus afluentes proporcionan hábitat para varias especies de salmónidos, incluido el salmón chinook, el salmón rosado, el salmón keta y el salmón plateado, así como la trucha toro, la trucha arcoiris, la trucha arcoíris y la trucha degollada. El salmón rosado y el salmón keta dominan las migraciones. Curiosamente, el salmón rojo también se encuentra en pequeñas cantidades en la cuenca, a pesar de que no hay lagos naturales más grandes. El salmón plateado del río White forma una población mixta de peces salvajes y de stock. El salmón chinook del estrecho de Puget forma un “Evolutionary Significant Unit”, es decir, una “unidad evolutivamente importante” (2005), la trucha arcoiris forma un “Distinct Population Segment”, es decir, una “subpoblación distinguible” (2011), y la trucha toro costera del estrecho de Puget está clasificada como en peligro de extinción según la Endagered Species Act, es decir la regulación de especies en peligro de extinción de los Estados Unidos.

## Historia
El valle White River fue escenario de violentos enfrentamientos que hubo entre indios y unidades militares del territorio de Washington y del ejército de los Estados Unidos durante la guerra del estrecho de Puget de 1855-56.[cita requerida]